# Emil von Zelewski

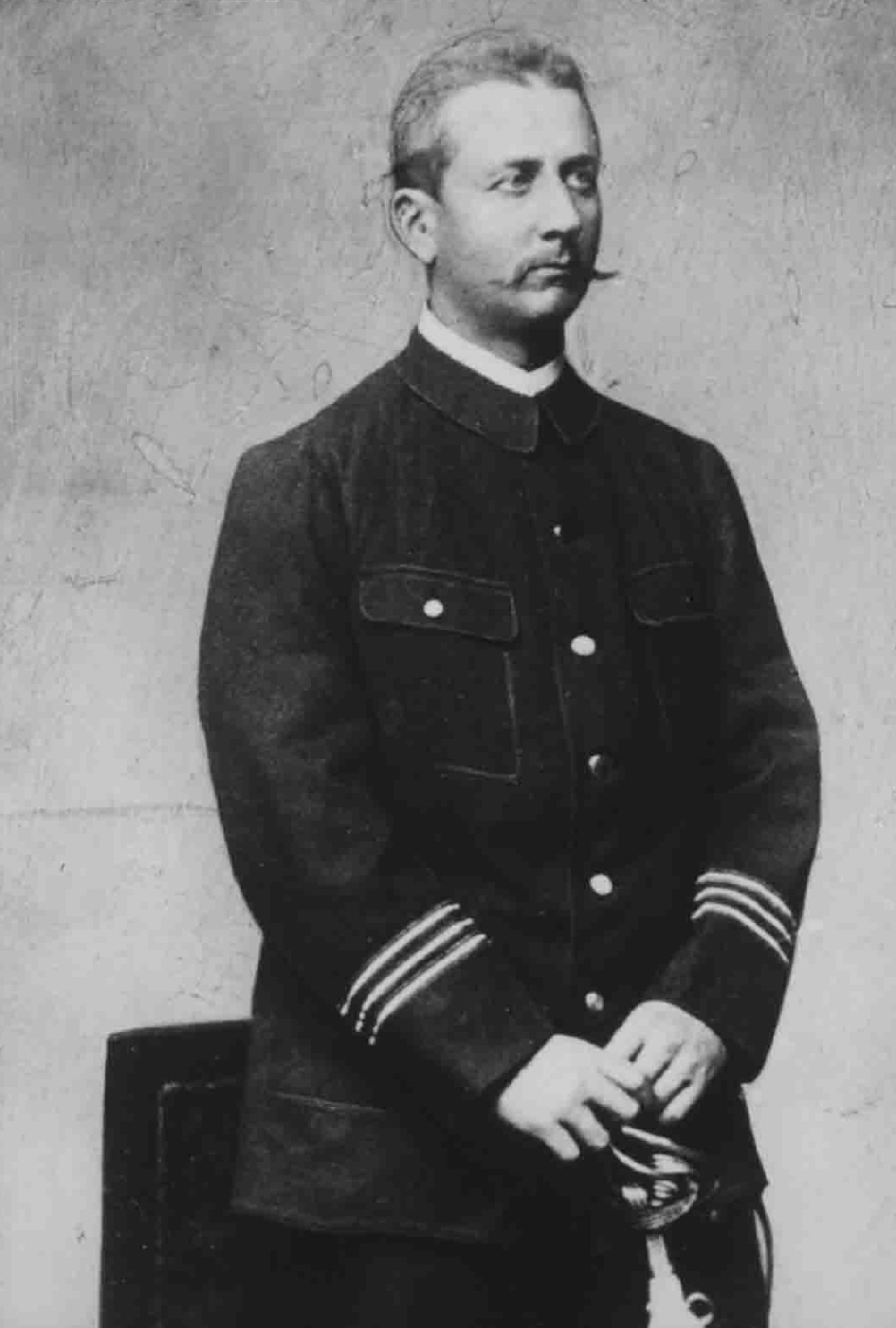
Emil von Zelewski (vor 1891)

Emil von Zelewski (* 13. März 1854 in Bendargau; † 17. August 1891 bei Lugalo) war ein preußischer Offizier kaschubischer Abstammung. Als Kommandeur der Schutztruppe für Deutsch-Ostafrika führte er diese gegen die Hehe in ihre erste größere Niederlage im Iringa-Hochland des heutigen Tansania, bei der er getötet wurde.

## Leben
Emil von Zelewski wurde in Bendargau im westpreußischen Kreis Neustadt geboren. Er trat in die Preußische Armee ein und diente im Infanterie-Regiment Nr. 99 in Posen.

### Beamter der Deutsch-Ostafrikanischen Gesellschaft
1886 schied er als Premierleutnant aus der Armee und trat in die Dienste der Deutsch-Ostafrikanischen Gesellschaft (DOAG). Im August 1888 wurde er in die Stadt Pangani entsandt, die zum Sultanat Sansibar gehörte, um hier die Gesellschaft zu vertreten. Hier wurde das herrische Auftreten Zelewskis zu einem Auslöser für den Aufstand der ostafrikanischen Küstenbevölkerung gegen die DOAG.
Die Gesellschaft hatte 1887 einen Küsten- und Zollvertrag mit dem Sultan abgeschlossen. Gegen eine jährliche Pacht übernahm sie die Verwaltung des Festlandsstreifens von Sansibar und erhob Zölle. Als die DOAG im August 1888 versuchte, die Verwaltung der Küstenorte zu übernehmen, stieß dies auf breite Ablehnung der Bevölkerung, die sich vom Sultan verraten sah.

### Der Aufstand in Pangani
Zur offenen Empörung führte das herrische Auftreten von Zelewski gegenüber dem örtlichen Wali des Sultans und der Missachtung der Sultansfahne beim Hissen der DOAG-Fahne. Der österreichische Konsul Fuchs in Sansibar berichtete danach an seinen Außenminister in Wien, „…daß der Beamte der deutsch ostafrikanischen Gesellschaft den Fehler beging, den Wali von Pangani in einer Moschee, welche Gebäude hierzulande von keinem Nichtmoslim betreten werden dürfen, zu verfolgen, wobei noch der unglückliche Umstand eintrat, daß die Hunde des Beamten ihm in die Moschee nachliefen – dieser ganze Vorfall wird zwar von deutscher Seite offiziell geleugnet, wurde mir aber von einem Augenzeugen – … einem österreichischen Staatsangehörigen im Vertrauen als richtig bestätigt.“ Zudem fand dieser Vorfall am Opferfest, einem der höchsten islamischen Feiertage, statt.
Die Unruhen in Pangani wurden zum Auslöser des zwei Jahre währenden Aufstandes der Küstenbevölkerung unter Führung von Buschiri bin Salim, bei dem die Herrschaft der DOAG vollständig zusammenbrach. Das Deutsche Reich setzte Marineinfanterie von Schiffen der Kaiserlichen Marine im Indischen Ozean ein und schickte Hermann von Wissmann als Reichskommissar nach Ostafrika, der mit einer eilig angeworbenen Truppe aus deutschen Offizieren und afrikanischen Söldnern die Aufstandsbewegung niederschlagen sollte. Das Schutzgebiet ging anschließend von der DOAG auf das Deutsche Reich über.
Emil von Zelewski trat 1889 in die Truppe Wissmanns ein, beteiligte sich an der Erstürmung von Buschiris Lager sowie der Einnahme von Pangani und Saadani. Er wurde schließlich zum Chef der Wissmanntruppe in Kilwa ernannt.

### Kommandeur der Schutztruppe
Am 1. April 1891 trat er die Nachfolge Wissmanns als Kommandeur in Deutsch-Ostafrika an. Durch ein Reichsgesetz vom 22. März 1891 war die Schutztruppe für Deutsch-Ostafrika als militärische Streitmacht des Reiches eingerichtet und die private Wissmanntruppe in sie integriert worden.
Nach der Eroberung der Küste versuchten die Deutschen, ihre Macht auch im Inland zu konsolidieren. Dazu war vor allem die Sicherung der Karawanenwege zwischen Küste und Ujiji am Tanganjikasee nötig. Sie entsprechen in etwa der Linie, auf der später die Mittellandbahn gebaut wurde.
In diesem Gebiet stieß die deutsche Kolonialmacht auf den expandierenden Einflussbereich des Hehe-Volkes, das unter seinen Häuptlingen Munyigumba Muyinga und Mkwawa seit den 1860er Jahren weite Teile des südlichen Hochlandes unter seine Kontrolle gebracht hatte. Die Züge der Hehe erstreckten sich bis in den Bereich der Karawanenstraße. Es kam auch zu Angriffen auf Volksstämme, die die deutsche Oberherrschaft anerkannt hatten. Deshalb wurde in der neuen Hauptstadt Daressalam der Beschluss gefasst, eine „Strafexpedition“ gegen die Hehe zu unternehmen.

### Tod in Lugalo

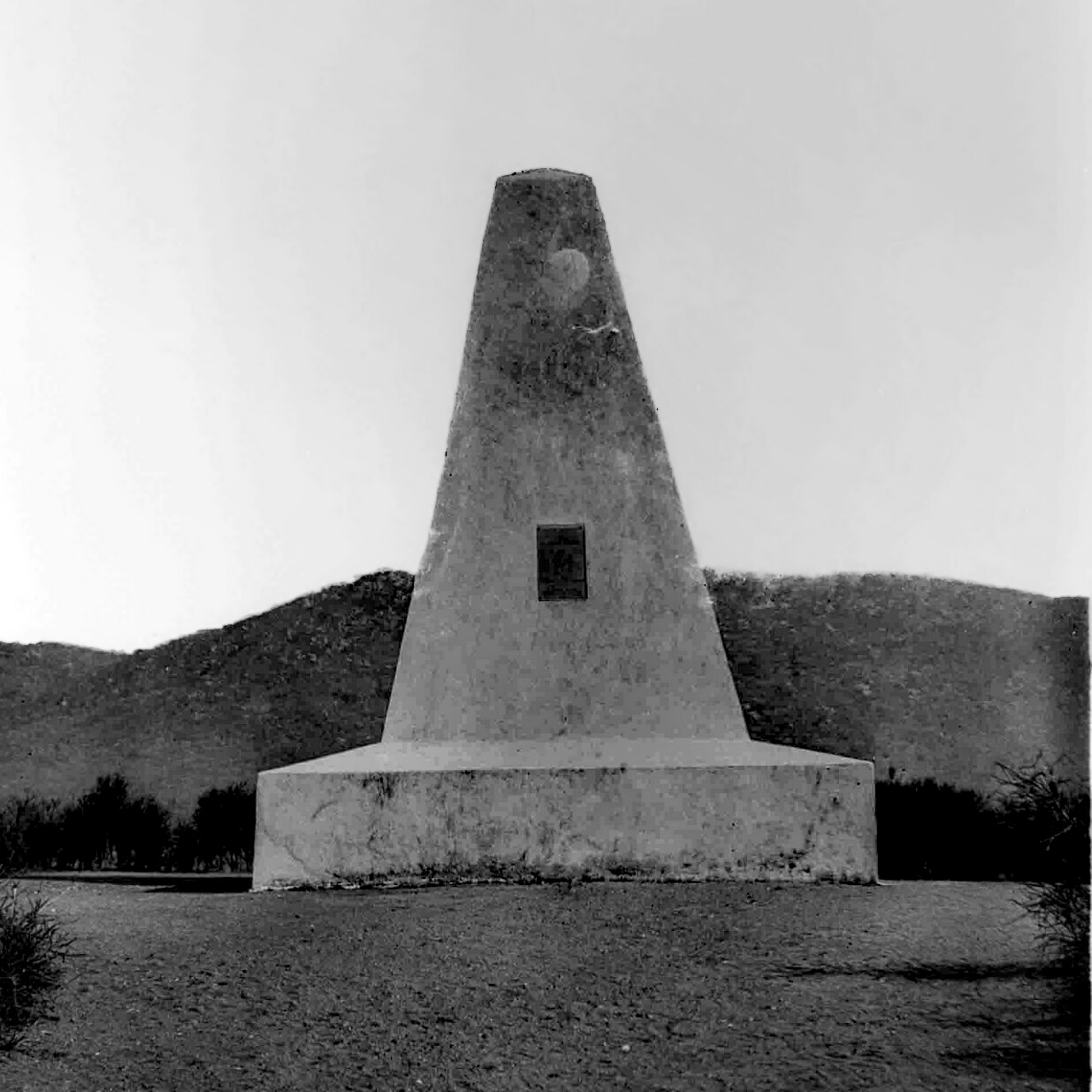
Das Zelewski-Denkmal bei Lugaro

Die erste bedeutende Aktion von Zelewski als Kommandeur war zugleich seine letzte. Im Juli 1891 marschierte er mit einem Bataillon der Schutztruppe (drei Kompanien mit 13 Offizieren, 320 Askaris, 170 Trägern sowie Maschinengewehren und leichten Feldgeschützen) von der ostafrikanischen Küste aus in Richtung Heheland.
Zelewski verlegte sich dabei auf eine Kriegsführung der verbrannten Erde, wie er sie aus der Bekämpfung des Küstenaufstandes kannte. Am 30. Juli 1891 notierte er „eine befestigte Siedlung mit 20 Granaten und 850 Maximpatronen beschossen“, am 5. und 6. August 1891 brannten 25 Gehöfte nieder, am 15. und 16. August 1891 weitere 50 Gehöfte.
Mkwawa und sein Bruder Mpangie hatten inzwischen ihre Krieger zusammengezogen und warteten darauf, dass ihnen die Schutztruppe in den Hinterhalt ging. Zelewski, der auf Aufklärungspatrouillen verzichtete, marschierte am 17. August 1891 bei Lugalo (frühere deutsche Schreibweise: Rugaro) mitten in Mkwawas in Busch und hohem Gras getarnte Armee hinein und wurde von bis zu 3.000 Hehe angegriffen. Innerhalb von zehn Minuten waren Zelewski und die Mehrzahl seiner Leute tot. Zwei deutschen Leutnants und zwei Unteroffizieren gelang mit zwei Effendis, 62 Askaris, 74 Trägern, vier Eseln und einem Teil des Gepäcks die Flucht.
Am Ort des Gefechts wurde wenige Jahre später eine kleine Pyramide mit einer Erinnerungstafel der deutschen Gefallenen errichtet – das Zelewski-Denkmal (siehe Bild).

### Sonstiges
Ein Neffe von Emil von Zelewski war Erich von dem Bach-Zelewski, der als SS-Obergruppenführer in Russland Partisanenbekämpfung betrieb und maßgeblich an Vernichtungsaktionen in der Sowjetunion beteiligt war. Im August 1944 befehligte er die Niederschlagung des Warschauer Aufstandes. Sein Biograf Blood vertritt die Ansicht, dass das Schicksal des Onkels als Familienschande empfunden wurde, weil er im Kampf gegen „minderwertige“ Afrikaner besiegt wurde. Dies sei einer der Antriebe für die Grausamkeiten gewesen, zu denen der Neffe sich berufen fühlte.